# サッカーボスニア・ヘルツェゴビナ女子代表
サッカーボスニア・ヘルツェゴビナ女子代表（サッカーボスニア・ヘルツェゴビナじょしだいひょう）は、ボスニア・ヘルツェゴビナサッカー連盟(ボスニア語: Nogometni/Fudbalski Savez Bosne i Hercegovine, 略称：N/FSBiH)によって編成されるサッカーのナショナルチーム。欧州サッカー連盟(UEFA)に所属している。
女子ワールドカップ、オリンピックともに出場はない。

## ワールドカップの成績
ボスニア・ヘルツェゴビナが独立を果たした1992年以降の成績を記す。
- 1995 - 不参加
- 1999 - 予選敗退
- 2003 - 予選敗退
- 2007 - 予選敗退
- 2011 - 予選敗退

## オリンピックの成績
- 1996 - 不参加
- 2000 - 予選敗退
- 2004 - 予選敗退
- 2008 - 予選敗退
- 2012 - 予選敗退

## UEFA欧州女子選手権の成績
ボスニア・ヘルツェゴビナが独立を果たした1992年以降の成績を記す。
- 1993 - 不参加
- 1995 - 不参加
- 1997 - 不参加
- 2001 - 予選敗退
- 2005 - 予選敗退
- 2009 - 予選敗退
- 2013 -

## FIFAランキング
- 最新順位 - 63位(2024年8月)
- 初登場 - 78位(2003年7月)
- 最高順位 - 57位(2020年12月)
- 最低順位 - 98位(2007年12月)

出典: FIFA Women's Ranking